# Campionati del mondo di ciclismo su strada 2014 - Gara in linea maschile Junior
La gara in linea maschile Junior dei Campionati del mondo di ciclismo su strada 2014 si svolse il 27 settembre 2014 in Spagna, a Ponferrada, su un circuito di 18.2 km da ripetere 7 volte, per un totale di 127,4 km. Il tedesco Jonas Bokeloh vinse la gara con il tempo di 3h07'00" alla media di 40,877 km/h; l'argento andò al russo Alexandr Kulikovskiy e il bronzo all'olandese Peter Lenderink.

Dei 187 ciclisti presenti alla partenza furono 110 ad arrivare al traguardo.

## Squadre e corridori partecipanti
| N.      | Cod. | Squadra               |
| ------- | ---- | --------------------- |
| 1-6     | NED  | Paesi Bassi           |
| 7-12    | FRA  | Francia               |
| 13-18   | DEN  | Danimarca             |
| 19-24   | GER  | Germania              |
| 25-30   | USA  | Stati Uniti d'America |
| 31-36   | BEL  | Belgio                |
| 37-43   | ITA  | Italia                |
| 44-49   | RUS  | Russia                |
| 50-55   | NOR  | Norvegia              |
| 56-61   | SLO  | Slovenia              |
| 62-66   | GBR  | Gran Bretagna         |
| 67-71   | SUI  | Svizzera              |
| 72-76   | IRL  | Irlanda               |
| 77-79   | AUT  | Austria               |
| 80-83   | SWE  | Svezia                |
| 84-88   | KAZ  | Kazakistan            |
| 89-92   | CAN  | Canada                |
| 93-96   | COL  | Colombia              |
| 97-99   | LUX  | Lussemburgo           |
| 100     | CZE  | Repubblica Ceca       |
| 101-104 | JPN  | Giappone              |
| 105-108 | SVK  | Slovacchia            |
| 109-112 | MAR  | Marocco               |
| 113-116 | AUS  | Australia             |
| 117-119 | UKR  | Ucraina               |
| 120-122 | POL  | Polonia               |
| 123-125 | LAT  | Lettonia              |
| 126-128 | POR  | Portogallo            |

| N.      | Cod. | Squadra       |
| ------- | ---- | ------------- |
| 129     | ECU  | Ecuador       |
| 130-132 | ALG  | Algeria       |
| 133-135 | RSA  | Sudafrica     |
| 136-137 | ARG  | Argentina     |
| 138-140 | MEX  | Messico       |
| 141-142 | EGY  | Egitto        |
| 143-145 | BLR  | Bielorussia   |
| 146-147 | SRB  | Serbia        |
| 148-152 | ESP  | Spagna        |
| 153     | CHI  | Cile          |
| 154-156 | FIN  | Finlandia     |
| 157     | MKD  | Macedonia     |
| 158     | URU  | Uruguay       |
| 159-161 | ISR  | Israele       |
| 162-163 | ALB  | Albania       |
| 164-165 | AZE  | Azerbaigian   |
| 166     | ESA  | El Salvador   |
| 167-169 | EST  | Estonia       |
| 170     | LIE  | Liechtenstein |
| 171-172 | ROU  | Romania       |
| 173-175 | VEN  | Venezuela     |
| 176-178 | UZB  | Uzbekistan    |
| 179-180 | HUN  | Ungheria      |
| 181-182 | BRA  | Brasile       |
| 183     | CRO  | Croazia       |
| 184-186 | TUR  | Turchia       |
| 187     | VIE  | Vietnam       |

## Ordine d'arrivo (Top 10)
| Pos. | Corridore            | Squadra     | Tempo    |
| ---- | -------------------- | ----------- | -------- |
| 1    | Jonas Bokeloh        | Germania    | 3h07'00" |
| 2    | Alexandr Kulikovskiy | Russia      | s.t.     |
| 3    | Peter Lenderink      | Paesi Bassi | s.t.     |
| 4    | Edoardo Affini       | Italia      | s.t.     |
| 5    | Magnus Klaris        | Danimarca   | s.t.     |
| 6    | Izidor Penko         | Slovenia    | s.t.     |
| 7    | Lucas Eriksson       | Svezia      | s.t.     |
| 8    | Lorenzo Fortunato    | Italia      | s.t.     |
| 9    | Leo Danes            | Francia     | s.t.     |
| 10   | Sjoerd Bax           | Paesi Bassi | s.t.     |